# Plectranthias rubrifasciatus
Plectranthias rubrifasciatus är en fiskart som beskrevs av Pierre Fourmanoir och Randall, 1979. Plectranthias rubrifasciatus ingår i släktet Plectranthias och familjen havsabborrfiskar. Inga underarter finns listade i Catalogue of Life.